# Мирни (Самарска област)
Мирни (на руски: Мирный) е селище от градски тип в Русия, разположено в Красноярски район, Самарска област. Населението му към 1 януари 2018 година е 7288 души.